# August Kop
August Johannes Kop (Purmerend, 5 mei 1904 – Pakan Baroe, 30 april 1945) is een voormalig hockeyer uit Nederland, die met de nationale hockeyploeg de zilveren medaille won bij de Olympische Spelen van Amsterdam (1928).
In de finale verloor Kop met zijn teamgenoten, onder wie Jan Ankerman en Adriaan Katte, van het destijds oppermachtige Brits-Indië. Hij stierf tegen het einde van de Tweede Wereldoorlog, op 40-jarige leeftijd, als dwangarbeider aan de beruchte Pakanbaroe-spoorweg door Sumatra.
Jan Ankerman · 
Jan Brand · 
Emile Duson · 
Gerrit Jannink · 
Adriaan Katte · 
August Kop · 
Paul van de Rovaart · 
Ab Tresling · 
Robert van der Veen · 
Hendrik Philip Visser 't Hooft · 
Rein de Waal · 
C. J. J. Hardebeck · 
T. F. Hubrecht · 
G. Leembruggen · 
H. J. L. Mangelaar Meertens · 
Otto Muller von Czernicki · 
W. J. van Citters · 
C. J. van der Hagen · 
Tonny van Lierop · 
J. J. van Tienhoven van den Bogaard · 
J. M. van Voorst van Beest · 
N. Wenholt · 
Coach: Jaap Quarles van Ufford